# تربية صحية مدرسية
التربية الصحية المدرسية هي عملية إجرائية لنقل المعرفة إلى الطلاب خلال السنة الدراسية. التصنيف العام لها ولاستخداماتها هو تربية الصحة العامة وتربية الصحة المدرسية.

## تعريفها
بوجود العدد الضخم من النظريات والأفكار المحيطة بعالم المدرسة، الصحة والثقافة فمن الضروري بداية تعريف التربية الصحية المدرسية على أنها أهداف وتدريبات. تطور هذا التعريف خلال القرن العشرين.كما عُرفت بأنها تدريس صفي لمادتي الصحة والنظافة. والاتجاه الأساسي لتغيير تعريف التربية الصحية المدرسية يتمحور حول الفكرة المتزايدة باستمرار بأن التربية الصحية المدرسية تؤثر بسلوك البالغين.
في السبعينات التربية الصحية كان ينظر لها على أنها تعني توصيل تمرينات طبية للذين سيقومون بتدريب الطلاب، «محاولات التربية الصحية لتقريب الفجوة بين المعروف عن تدريبات الصحة المثالية وبين التدريبات الحقيقية».
في الثمانينات أخذت التعريفات منحى جديد وهو أن التربية الصحية للفرد تمكنه من اتخاذ القرارات الصحية الصحيحة. أصبحت التربية الصحية بذلك «الإجراءات التي تمكن الفرد من اتخاذ قرارات تؤثر على صحتهم شخصيًا وعلى صحة الآخرين». هذا التعريف أيضا ولد خلال العام الأول من تحقيق المقياس الوطني للثقافة الصحية بالمدارس والذي أدى في النهاية إلى نهج أكثر عدوانية تجاه تثقيف أبناء الأمة صحيًا. اليوم أصبحت التربية الصحية المدرسية «منهج دراسي شامل». وهي مزيج من المجتمع، المدارس، وتدريبات العناية بالمرضى. «التربية الصحية تشمل الوقاية من الأمراض والتشجيع على الصحة المثالية من أجل كشف الأمراض وعلاجها بشكل أفضل، إعادة التأهيل والعلاج الطويل الأمد». هذه الفكرة توضحت حديثًا في الأدب العلمي الحالي ك«تعزيز الصحة»، وهو تعبير متداخل مع مفهوم التربية الصحية.

## الهدف منها
التربية الصحية هي مفهوم مرتبط بمناهج تعزيز الصحة لدى الشباب، منفصل عن التربية الفيزيائية والصحة البيئية. وهي بمعزل عن التعريف النظري كمركبة تزود الطلاب بأدوات لتغيير سلوكهم الذي ممكن ان يضر بصحتهم. لذلك فإن التركيز الأكبر للتربية الصحية هو بتغيير السلوك الصحي، بفرض الوصول إلى «صحة جيدة» على مدى طويل. من الضروري الوصول بالتربية الصحية إلى تعديل إيجابي للسلوك؛ للحصول على منهج لتطبيق السياسة الصحية. ولذلك فإن السلوك الصحي هو مصطلح بحاجة لتفصيل تعريفه أكثر. الفكرة الأساسية للسلوك الصحي هي تحسين جودة الحياة للفرد والمجتمع. على الرغم من أن جودة الحياة بالنسبة لشخص قد لا تكون نفسها بالنسبة لآخر. فمثلًا هناك شخص يفضل التدخين ويعتبر أن أثر النيكوتين للدخان يخفف أعراض الاكتئاب مما يحسن جودة حياته. بينما آخر يشعر أن الدخان لا يحسن بالضرورة الحياة وأنه يسبب سرطان الرئة والذي يهدد أولوية صحته على ما يبدو وهو طول العمر. وهذا المفهوم لتعريف السلوك الصحي الشخصي وصف كالآتي: «تلك المميزات الشخصية كالمعتقدات، التوقعات، الدوافع، القيم، تصورات، وصفات شخصية أخرى تتضمن حالات عاطفية وتأثيرية ميزة، أنماط سلوك علنية، أفعال، وعادات تتعلق بالتحسين الصحي». جوهريًا السلوك الصحي وتحسيناتها الإيجابية هي ذاتية متعلقة بكل فرد. على الرغم من أن هذه الذاتية لا تخدم هدفنا بتغيير الأفكار الشائعة لدى الأفراد عن السلوك الصحي. والمجتمع الأمريكي معروف بميله لمساواة جودة الحياة بالعمر الطويل. لذلك فالسلوك الصحي يكون بالابتعاد عن الأفعال التي تصنف أنها خطرة. هذا النطاق للسلوك الخطر موجود بشكل واسع. المواضيع المضمنة في آخر نشرة وطنية لمراقبة مخاطرات الشباب (2005) هي: التصرفات التي تسبب إصابات غير مقصودة مثل (استخدام حزام الأمان، استخدام الخوذة، القيادة تحت تأثير الكحول)، التصرفات التي تسهم بنشر العنف (كحمل السلاح، العنف الجسدي، الاغتصاب، والانتحار)، وكذلك استخدام التبغ، الكحول وعقاقير أخرى، التصرفات الجنسية التي تؤدي لحالات حمل غير مقصود والأمراض المنقولة جنسيًا من بينها مرض نقص المناعة المكتسب، هوس الحميات ومشاكل الوزن. هذه الحالات متضمنة في المنهاج الشامل للتربية الصحية الذي وضعته الجمعية الوطنية لمعايير التربية الصحية فهدف التربية الصحية هو الحصول على النتائج الإيجابية لتغييير السلوك الفردي للشباب؛ لحمايتهم من السلوك الخطر الذي يكون على حساب جودة حياتهم الحالية أو المستقبلية، والهدف البديل هو تحسين حياة البالغين الذين جودة حياتهم تؤثر على حياة عائلاتهم ومجتمعهم.